# Bitches Sin
Bitches Sin é uma lendária banda da NWOBHM de Londres na Inglaterra que foi formada em 1980. Após várias mudanças a formação definitiva foi Ian Toomey(guitarra), Pete Toomey(guitarra), Frank Quegan(vocal), Billy Knowles(bateria) e Mike Frazer(baixo), que juntos produziram músicas influentes ao heavy metal dos anos 80.

## Integrantes
- Alan "Cocky" Cockburn - vocal
- Frank Quegan - vocal
- Tony Tomkinson - vocal
- Pete Toomey - guitarra
- Ian Toomey - guitarra
- Perry "Pez" Hodder - baixo
- Martin Owen - baixo
- Mike Frazier - baixo
- Bill Knowles - bateria
- Mark Biddiscombe - bateria
- Dave Osbeldiston - teclados

## Discografia

### Demo
- 1980 - Twelve Pounds And No Kinks
- 1983 - Out Of My Mind

### EP
- 1983 - No More Changes

### Álbuns de estúdio
- 1982 - Predator
- 1986 - Invaders
- 2004 - The First Temptation
- 2005 - Your place or mine

### Singles
- 1980 - "Sign of The Times"
- 1981 - "Always Ready"